# Михаил Маджаров
 Тази статия е за политика Михаил Маджаров.  За неговия дядо вижте Михаил Маджаров (свещеник).  
Михаил Иванов Маджаров е български публицист, дипломат, министър и политик, един от водачите на Народната партия. Член на Българското книжовно дружество.
Михаил Маджаров е народен представител във II (1880 – 1881), IV (1884 – 1886), V (1887 – 1890), VI (1890 – 1893), VII (1893 – 1894), VIII (1894 – 1896), IX (1896 – 1899), X (1899 – 1900), XI (1901 – 1902), XII (1902 – 1903), XIII (1903 – 1908), XIV (1908 – 1911), XV (1911 – 1913) и XVIII (1919 – 1920) обикновено народно събрание и в V велико народно събрание (1911). Той е подпредседател на V велико народно събрание (1911) и XV обикновено народно събрание (1911 – 1912).

## Ранни години
Михаил Маджаров е роден на 12 февруари (31 януари стар стил) 1854 г. в Копривщица. Той е племенник на революционера Георги Бенковски. Учи в Копривщица и Пловдив и през 1877 г. завършва Робърт колеж в Цариград. Като ученик прави първи опити да пише поезия, по-късно преминава към публицистиката. За кратко е учител в Пазарджик (1877 – 1879) г. и по това време започва публицистичната си дейност. Поканен е за редактор на вестник „Марица“, започва да отразява политическите събития и духовния живот. Запознава се с Иван Вазов и Константин Величков, с когото го свързва сърдечна дружба. Сближава се и със Стефан Бобчев, току-що завършил правни науки в Москва. Маджаров и Бобчев работят на високи постове в администрацията на Източна Румелия, а през 1885 г. се сродяват – Маджаров сключва брак с Мария – сестра на съпругата на Бобчев. Женитбата му съвпада със Съединението.

## Политическа и журналистическа дейност
Маджаров става един от водачите на Народната партия в Източна Румелия. Той е депутат в Областното събрание (1880 – 1885) г. и директор на финансите (1884 – 1885) г. на автономната област.
След Съединението младото семейство е интернирано в Елена, а през март 1886 г. Маджаров се завръща в Пловдив, където смята да се установи. След преврата от 1886 г. той е арестуван с обвинение за съучастие в преврата. След абдикацията на Батенберг е освободен и емигрира в Цариград. Прекарва две години в емиграция, а през 1888 г. се завръща в България и работи като адвокат и публицист. През този период той прави първия превод на български език на романа „Война и мир“ на Лев Толстой.
Заедно с Бобчев основава две списания: „Юридически преглед“ (1893) и „Българска сбирка“ (1894). През 1894 г. се кандидатира за депутат като представител на пловдивските „съединисти“, които скоро се сливат с новообразуваната Народна партия. След падането на правителството на Стефан Стамболов Михаил Маджаров става един от водачите на Народната партия и заема поста министър на обществените сгради, пътищата и съобщенията в правителството на Константин Стоилов (1894 – 1899).
След това става главен редактор на вестник „Мир“ и остава такъв до 1912 г. През това време пише смели статии, в които не се страхува да се противопоставя на цар Фердинанд. Сам определя вестникарството като главно занятие.
През 1913 – 1914 г. Маджаров е посланик на България във Великобритания и подписва от българска страна Лондонския договор през 1913 г. След това за кратко е посланик в Русия (1914 – 1915). Тъй като не е дипломат по професия, в докладите си продължава да отстоява убежденията си, дори да се разминават с мненията на правителството и двореца. Това става причина и за завръщането му в България.
Още няколко пъти заема министерски постове: министър на вътрешните работи в четвъртото правителство на Стоян Данев, на войната в двете правителства на Теодор Теодоров и министър на външните работи и вероизповеданията в първото правителство на Стамболийски. Като такъв поставя подписа си под Ньойския договор.
През 1920 г. Народната партия се обединява с Прогресивнолибералната партия в Обединена народно-прогресивна партия. Като активен деец на опозиционния Конституционен блок, през 1922 г. Михаил Маджаров е изпратен в затвора от следващото правителство на Александър Стамболийски.
През 1926 г. става първият почетен гражданин на град Попово. Обявен е за такъв за заслуги като министър на обществените сгради, пътищата и съобщенията, свързани с прокарването на жп линията София–Варна през града, дала тласък на икономическото му развитие.
Напуснал кабинета на Стамболийски, Маджаров, подобно на Т. Теодоров и Ст. Данев, участва в Демократическия сговор 1931 г. Към края на живота си сътрудничи и на списанията „Българска мисъл“, „Демократически преглед“ и „Златорог“.
В края на политическата си кариера е изолиран поради своето русо и съветофилство от царския безпартиен режим от 21 април 1935 г. Във връзка с това Георги Караславов в очерка си „София под огън и желязо" (1945) и секретарят му Веселин Андреев (1937 – 1940) имат основната заслуга за издаването на пълния вариант на неговите „Спомени" през 1968 г.
Михаил Маджаров е тежко ранен по време на бомбардировката на София на 10 януари 1944 г. и умира на 23 януари 1944 г. По време на атаката на американските бомбардировачи загиват съпругата му Мария, дъщеря му Василка, внукът му Петко Войников и неговата съпруга Александра Пундева-Войникова, писателка и преводачка. Осиротелите му внуци са осиновени от другата му дъщеря и съпруга ѝ – Анна Каменова и Петко Стайнов.

## Цитати
- За мен Копривщица представлява една развалина. Всичко, освен природата, застаряло, съсипано... Улиците празни, няма никакво движение на хората... Тук всичко се руши. И то не само къщите, но и хората... Най-скръбно впечатление правят майките, на които челядта се е пръснала в чужбина. А такива има в Копривщица много... Това е скръбно, но неизменно... Един икономически закон, по-жесток от войната и от природните явления. Пропада един град, рушат се къщи, опустяват улици.[5]

## Памет
На академик Михаил Маджаров е наречена улица в квартал „Горна баня“ в София (Карта).